# Lesachtal (vallée)
Pour la commune, voir Lesachtal.
Lesachtal (en slovène : Lesna dolina ; de les, qui signifie « forêt » en slovène) désigne une vallée située près de Liesing dans l'ouest du Land de Carinthie en Autriche.
Quelques remontées mécaniques ont été installées dans la vallée pour la pratique du ski, dans les stations de ski de Lienz, Nassfeld, Obertilliach, Sillian et encore Helm in Südtirol.